# Una ciudad ideal
Una ciudad ideal es un cuento futurista escrito por Julio Verne publicado por primera vez junto con las Memorias de la Academia de Amiens, en el periódico Journal d'Amiens (ciudad natal del escritor) y en la imprenta de T. Jeunet.

## Historia
Originalmente es un discurso pronunciado por Verne durante la sesión pública en la Academia de Amiens el 12 de diciembre de 1875, en el cuál retoma muchos elementos de su novela París en el siglo XX, de 1860 la cuál había sido rechazada por Hetzel. Intenta en vano que se publique de nuevo como un complemento de Las indias negras, una novela demasiado corta para un solo volumen.
Tras su publicación por T. Jeunet en 1875, el cuento fue incluido, aunque de forma incompleta, en la revista Sur Terre et sur Mer, revista semanal de viajes y aventuras, en 1876, con ilustraciones.

## Trama
Julio Verne, como director de la Academia de Amiens, explica a sus colegas el sueño que tuvo: el de Amiens en el año 2000. Ya no reconoce nada de la ciudad que conoció, siendo el progreso tecnológico considerable; las enfermedades ya no existen, ni el celibato.
La historia está escrita en un tono futurista, donde Verne da descripciones utópicas y fantásticas, un estilo que Hetzel le había prohibió. Pero más que una anticipación, este texto es sobre todo una sátira del presente, ya que critica la ciudad de Amiens en 1875.

## Reedición
El texto original fue reeditado en 1999 por el Centro Internacional Julio Verne, incluyendo veintidós ilustraciones originales y futuristas.